# 阮玉麗嫻
歸正公主阮玉麗嫻（越南语：／；1836年—1882年），越南阮朝紹治帝第十五女，生母才人阮氏奎。

## 生平
明命十七年（1836年），阮玉麗嫻在順化京城出生。嗣德六年（1853年），公主18歲，下嫁弘忠侯阮文仲之孫、襲封弘忠伯阮文俊之子阮文維。嗣德二十二年（1869年），嗣德帝封麗嫻為歸正公主。嗣德三十五年（1882年），公主去世，壽四十七歲，諡美淑。咸宜元年（1885年）秋，合祀親勳祠。
歸正公主育有一子。